# أندي غريغز
أندي غريغز (بالإنجليزية: Andy Griggs) هو مغن مؤلف أمريكي، ولد في 13 أغسطس 1973.

## وصلات خارجية
- الموقع الرسمي
- أندي غريغز على موقع IMDb (الإنجليزية)
- أندي غريغز على موقع ميوزك برينز (الإنجليزية)
- أندي غريغز على موقع ديسكوغز (الإنجليزية)
- أندي غريغز على موقع قاعدة بيانات الفيلم (الإنجليزية)